# Szerencs
Szerencs – miasto w północno-wschodnich Węgrzech, w komitacie Borsod-Abaúj-Zemplén. Liczy 8473 mieszkańców (2021).

## Położenie

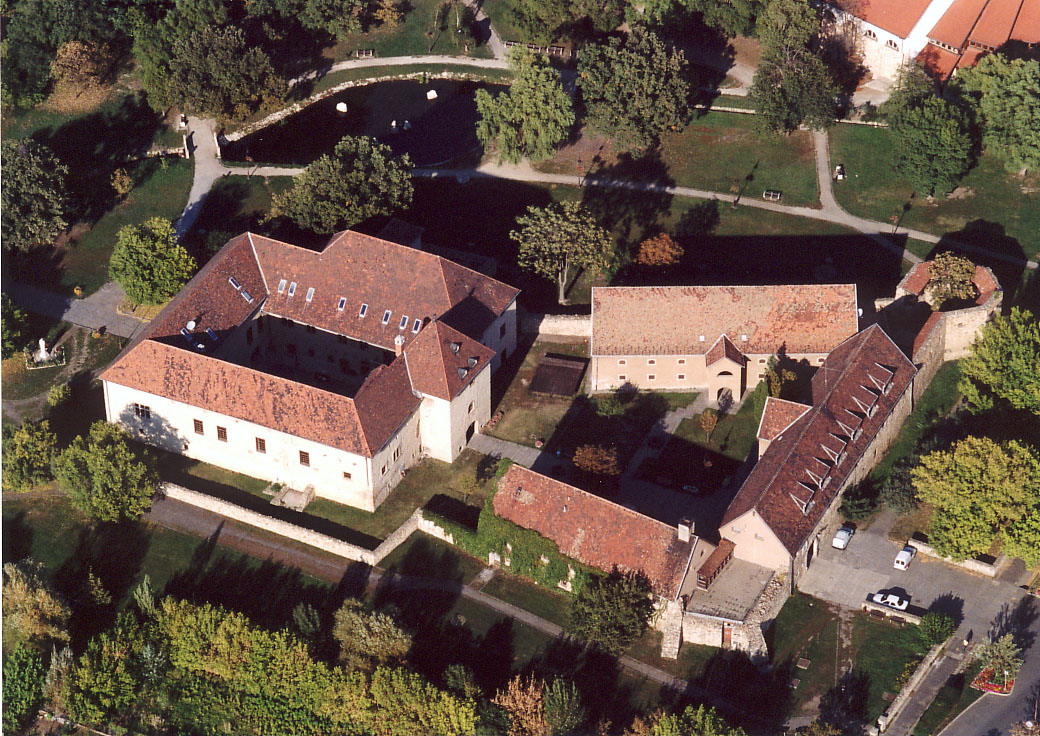
Zamek

Szerencs leży 31 km na wschód od Miszkolca i 16 km na północny zachód od Tokaju, nad rzeką Taktą. Nazywane jest "zachodnimi wrotami gór Zemplén" ze względu na położenie u samego podnóża tego pasma Karpat Zachodnich. Nazwa miasta pochodzi od węgierskiego słowa szerencse, czyli szczęście.

## Historia
Najstarszym zabytkiem miasta jest zamek, którego historia sięga już XIII wieku, kiedy to znajdowało się tam opactwo benedyktyńskie. Około lat dwudziestych XV wieku Szerencs i jego okolice stały się własnością serbskiego despoty György Brankovicsa. W 1490 r. było już miastem targowym, którego właścicielem był ród Rakoczych. Od 1507 r. panem miasta był János Szapolyai. W roku 1556 klasztor został przebudowany dla celów obronnych. W 1583 r. zamek Szerencs i przynależne dobra szlacheckie otrzymał w zastaw od cesarza Rudolfa II habsburga Zygmunt Rakoczy, a w 1603 r. otrzymał od niego także ostateczny akt darowizny.
W dniach 17-20 kwietnia 1605 r. odbył się tutaj zjazd szlachty z Siedmiogrodu i znacznej części Węgier, na którym Stefan Bocskay został wybrany księciem Siedmiogrodu. Z wdzięczności 9 marca 1606 r. Bocskay nadał Szerencowi status „uprzywilejowanego miasteczka targowego”.
W XVIII wieku osada zaczęła się rozwijać, ale rozwój zatrzymał się w XIX wieku. W 1876 r. Szerencs utracił prawa miejskie, jednak postępująca industrializacja zaczęła ponownie sprzyjać rozwojowi. W 1889 roku wybudowano cukrownię, która była wówczas największą cukrownią w Europie, a w 1923 roku wybudowano również fabrykę czekolady. W 1930 r. miejscowość liczyła prawie 7 tys. mieszkańców.
Przez długi czas zamek zmieniał właścicieli, aż do lat 60. XX wieku, kiedy to otwarto tam muzeum regionalne. Dziś znajduje się tam szeroko znana wśród kolekcjonerów wystawa zbioru pocztówek, z m.in. najstarszą węgierską pocztówką z roku 1869. Innym znanym zabytkiem Szerencs jest wspomniana cukrownia. W II połowie XX wieku, w jednym z zabytkowych budynków cukrowni, otwarto Muzeum Cukru, które jest jednym z trzech takich muzeów w Europie.
Ponadto w Szerencs znajduje się kościół kalwiński, którego część murów pochodzi z XIV wieku.

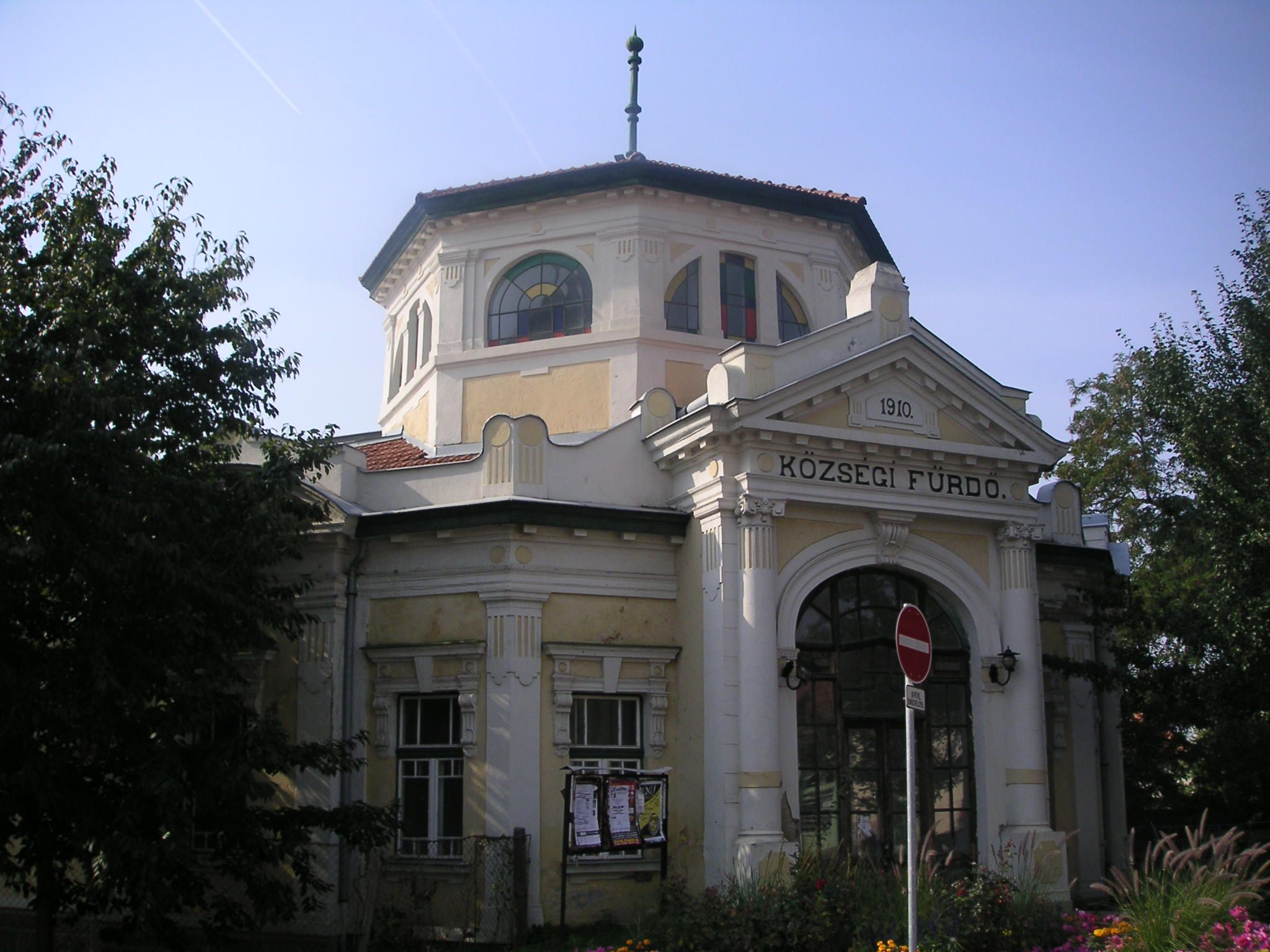
Łaźnia w Szerencs

## Miasta partnerskie
- Geisenheim, Niemcy
- Hesperange, Luksemburg
- Malchin, Niemcy
- Miercurea Nirajului, Rumunia
- Pułtusk, Polska
- Rożniawa, Słowacja